# つがる市立柏小学校
つがる市立柏小学校（つがるしりつ かしわしょうがっこう）は、青森県つがる市柏広須にある公立小学校。

## 概要
柏第一小学校・柏第二小学校・柏第三小学校が統合し、設立された学校であり、旧柏村域が学区となっている。主な進学先は柏中学校。

## 沿革
- 1984年（昭和59年）
  - 4月1日 - 開校。
  - 4月7日 - 開校式挙行。
- 2005年（平成17年）2月11日 - つがる市誕生により、つがる市立柏小学校に改称。

## 学区
- つがる市の旧柏村全域。

## 周辺
- つがる市柏総合体育センター
- 柏ロマン荘

## その他
- 旧柏第二小学校の学区と旧柏第三小学校の学区および旧柏第一小学校の小中野学区と小和巻学区から通う児童に対しては、スクールバスを運行している。

## 参考資料
- 「市町村制 - 市町村概況 214頁 柏村 おもなできごと」『東奥年鑑 1985年版』東奥日報社、1984年9月1日。
- 『東奥日報』1984年4月4日付朝刊11面「スクールバスそろう 柏村統合小開校準備完了」記事
- 『東奥日報』1984年4月7日付夕刊1面「小学校入学式あれこれ 県内」記事
- 『東奥日報』1984年4月8日付朝刊8面「統合柏小が開校式」記事